# Junagarh
Junagarh là một thị xã và là nơi đặt ủy ban khu vực quy hoạch (notified area committee) của quận Kalahandi thuộc bang Orissa, Ấn Độ.

## Nhân khẩu
Theo điều tra dân số năm 2001 của Ấn Độ, Junagarh có dân số 15.759 người. Phái nam chiếm 51% tổng số dân và phái nữ chiếm 49%. Junagarh có tỷ lệ 55% biết đọc biết viết, thấp hơn tỷ lệ trung bình toàn quốc là 59,5%: tỷ lệ cho phái nam là 66%, và tỷ lệ cho phái nữ là 44%. Tại Junagarh, 14% dân số nhỏ hơn 6 tuổi.